# Saint Sébastien (Antonello de Messine)
Vous lisez un « bon article » labellisé en 2012.
Pour les articles homonymes, voir Saint Sébastien (homonymie).
Saint Sébastien est une peinture à l'huile sur panneau transposée sur toile (171 × 85,5 cm) d'Antonello de Messine, réalisée vers 1478 et conservée à la Gemäldegalerie Alte Meister de Dresde.
L'œuvre est le seul panneau parvenu jusqu'à nous d'un triptyque destiné à protéger la ville de Venise de la peste noire, saint Sébastien étant réputé pour être un des saints patrons protecteurs des épidémies. Les choix d'Antonello sont à plus d'un titre remarquables et novateurs pour l'Italie du début du dernier quart du XVe siècle : par ses coloris éclatants — Antonello étant l'un des premiers, sinon le premier à introduire l'usage de la peinture à l'huile à Venise —, par la beauté quasi apollinienne du saint, par la construction spatiale suivant une perspective régulière, par la position très basse du point de fuite, par le choix d'un cadrage rapproché qui monumentalise le corps du martyr, ou encore par la représentation des flèches en raccourci, perpendiculairement au plan, comme si elles avaient été tirées de l'espace du spectateur.

## Historique et datation

### Problèmes de datation
Un inventaire des biens de la Scuola San Rocco de Venise, dressé en 1533 et retrouvé en 1979, évoque la présence, dans l'église San Giuliano dont dépendait la Scuola, d'un retable représentant saint Roch, saint Sébastien et saint Christophe.
Un consensus assez général s'est d'abord dégagé pour considérer le tableau comme datant du séjour d'Antonello dans cette ville, entre janvier 1475 et l'été 1476.
Cependant, la Scuola San Rocco, commanditaire de l'œuvre, n'a été fondée qu'à l'été 1478, à la suite des cas de peste qui réapparurent à Venise de façon sporadique à partir de 1477, et qui éclatèrent véritablement dans les premiers mois de 1478. Des fidèles réunis dans l'église San Giuliano choisirent alors de se placer sous la protection de saint Roch, un Montpelliérain qui se rendit en pèlerinage à Rome en 1367 et, alors qu'il soignait les malades de la peste de 1371, contracta lui-même la maladie. Celui-ci se retira dans une forêt proche de Plaisance et fut guéri par l'intervention miraculeuse d'un Ange — un chien lui apportant sa ration quotidienne de pain, jusqu'à sa complète guérison.
C'est pourquoi l'on suppose désormais que le tableau date d'entre 1478 et la mort d'Antonello, en février 1479, et qu'elle pourrait même constituer la dernière commande exécutée par le peintre.

### Historique de l’œuvre
Le tableau a été peint pour la Scuola San Rocco, qui dépendait de l'église San Giuliano à Venise. Francesco Sansovino, qui l'y voit en 1581, précise qu'« Antonello da Messina […] fit le saint Christophe et Pino da Messina, le saint Sébastien, qui se trouvent aux côtés du saint Roch fait en relief ».

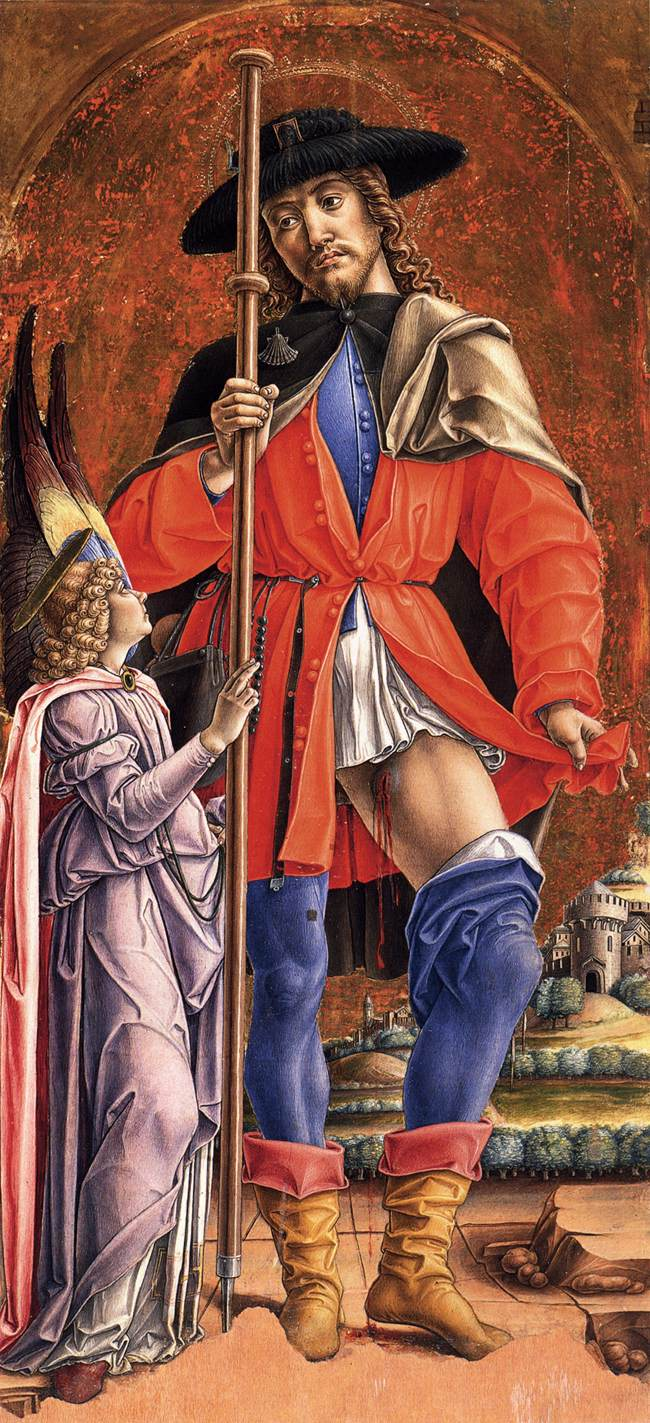
Bartolomeo Vivarini, Saint Roch et un ange, 1480, tempera sur bois,, Venise, église Santa Eufemia

On a donc pu avancer que le Saint Sébastien faisait à l'origine partie d'un triptyque, par la suite démembré, et dont les deux autres panneaux sont aujourd'hui perdus. Le format étroit du Saint Sébastien, et la présence sur la partie gauche de l'œuvre, et non sur la droite, de bâtiments produisant un effet de cadre, tendraient à prouver qu'il s'agissait du panneau latéral gauche du retable. Le panneau central aurait représenté saint Roch, le saint patron des commanditaires. Ce panneau aurait pu être endommagé par l'affaissement du toit de l'église San Giuliano, attesté en 1556, ce qui aurait entraîné son remplacement par une statue en bois du même saint.
Même si Carlo Ridolfi mentionne un Saint Christophe qu'il attribue à Antonello dans la « maison Zanne di Piazza », on suppose généralement une inversion des attributions, entre le Saint Sébastien et le Saint Christophe, de la part de Sansovino, car personne actuellement ne conteste le fait que le Saint Sébastien soit bien de la main d'Antonello. Quant à « Pino da Messina », Mauro Lucco considère qu'il s'agit de Jacobello, le fils d'Antonello, qui reprit l'atelier de Messine à la mort de son père, et qui aurait achevé le retable avant sa livraison.
Le retable est retiré de l'église San Giuliano peu après 1581, et le Saint Sébastien ne réapparaît qu'en 1654, dans l'inventaire de la collection de Lord Arundel, le « comte collectionneur », bel et bien attribué à Antonello. Il passe entre les mains de son fils, le vicomte Stafford, qui en hérite et le vend en 1662 à Franz et Bernhardt von Imstenrärdt, pour leur collection de Cologne. Ces derniers le considèrent alors de la main de Giovanni Bellini. Ils s'en séparent en 1670 au profit de l'évêque Carl von Liechtenstein, qui le place dans son palais de Kroměříž, en Moravie. Il est vendu aux enchères en 1830 et passe dans la collection Hussian à Vienne en 1869, puis dans celle de J. Christ Endris , à qui il est acheté en 1873 par la Galerie Royale (devenue par la suite Staatliche Gemäldegalerie) de Dresde, où il est encore actuellement conservé. Il est définitivement attribué à Antonello par Joseph Archer Crowe et Giovanni Battista Cavalcaselle.
La restauration de l'œuvre, achevée en 2004, a fait apparaître un cartellino, un petit billet peint en trompe-l'œil, dans l'angle inférieur gauche, sur lequel on peut déchiffrer, à moitié effacée, l'inscription suivante : « […]ll[…] messaneus », soit, vraisemblablement, « [Antone]ll[o] de Messine ».

## Description

### Saint Sébastien au premier plan
Au premier plan, très proche de l'espace du spectateur, et occupant la quasi-totalité de la hauteur du panneau, se dresse le corps monumental de saint Sébastien en contrapposto, vêtu d'un simple sous-vêtement de toile, attaché à un invraisemblable tronc d'arbre mort ébranché qui sort du pavement et sépare en deux l'espace du bas jusqu'en haut. Le saint a les mains liées derrière le dos par une corde qui tombe à terre, derrière le tronc. Sa tête est légèrement penchée vers la gauche. Ses lèvres sont entrouvertes et il lève les yeux au ciel, vers l'angle supérieur gauche du panneau.
Son corps, éclairé de la gauche, présente deux types de blessure. Il a tout d'abord, sur l'avant-bras droit et sur le bras gauche, des plaies purulentes qui évoquent les bubons cautérisés de la peste dont il est le protecteur — et que l'on peut rapprocher de l'ombre du nombril, représentée avec les mêmes pigments colorés. De plus, il est transpercé de cinq flèches, profondément enfoncées, presque jusqu'aux pennes, et peintes en raccourci, comme si elles avaient été tirées de l'espace du spectateur. Ces flèches le criblent alternativement à gauche et à droite de la ligne médiane de son corps : la première est au-dessus de son pectoral droit, la seconde en bas des côtes gauches, la troisième dans le ventre, légèrement en dessous et à droite de son nombril — légèrement décentré à gauche, d'ailleurs —, la quatrième tout en haut de la cuisse gauche, la dernière au-dessus du genou droit, qui transperce la cuisse pour venir se ficher dans le tronc de l'arbre. De ces cinq blessures coulent de discrètes traînées de sang, qui viennent à peine souiller le corps nu de Sébastien, dont la beauté reste étrangère à la douleur.

### Le décor vénitien
Derrière le saint s'élève un décor urbain évoquant la ville de Venise. La scène se déroule en effet au milieu d'un campo, une place italienne, dont le sol est dallé d'un pavement présentant une alternance de motifs géométriques carrés et circulaires, rougeâtres et blancs, qui conduisent le regard vers un point de fuite situé très bas dans l'œuvre, au milieu environ du tibia droit de Sébastien.
Au premier plan à droite, coupé en partie par le cadre, gît le cylindre supérieur d'une colonne à chapiteau, représenté en raccourci.

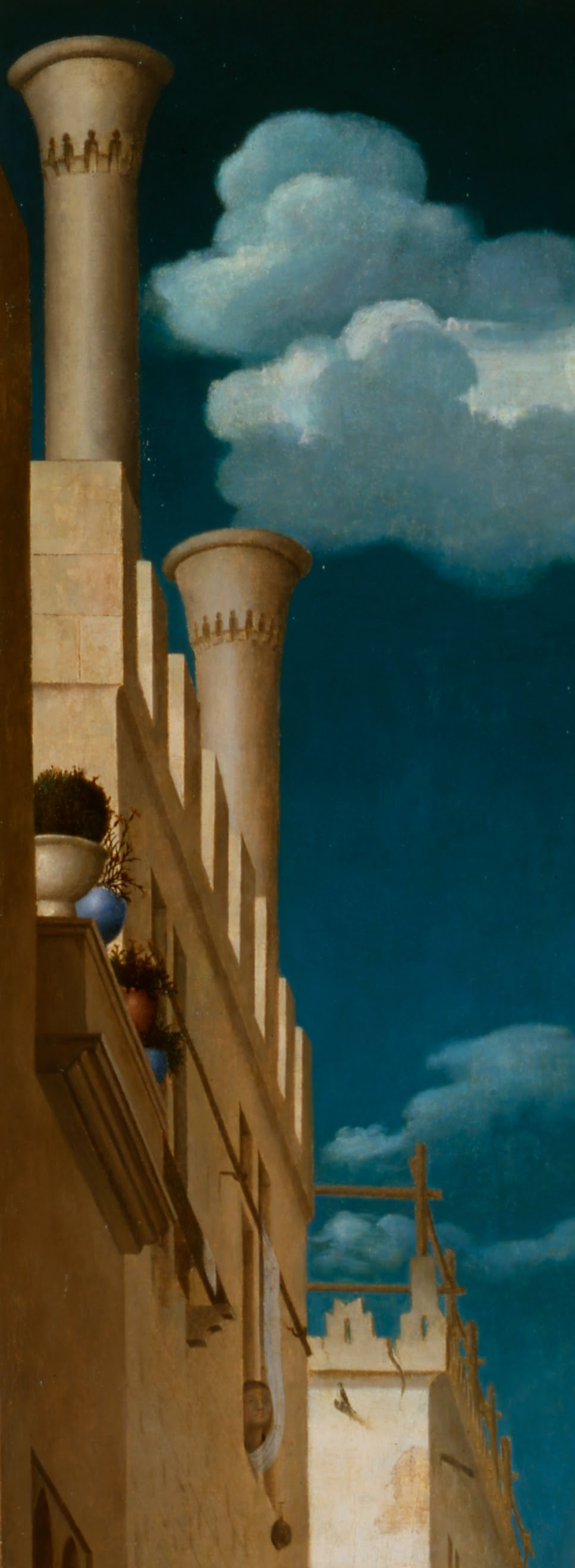
Détail des immeubles de gauche

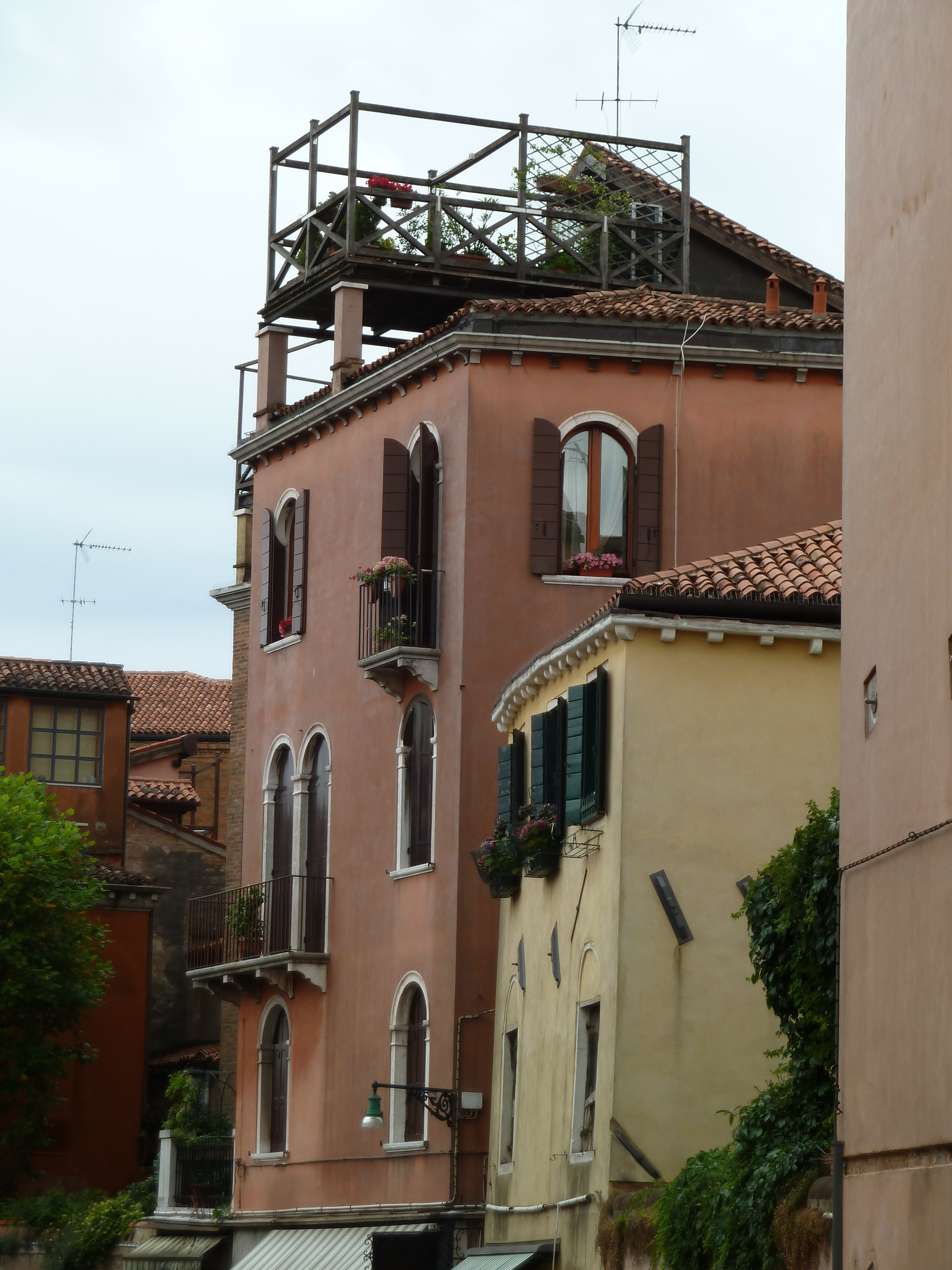
Terrasse vénitienne

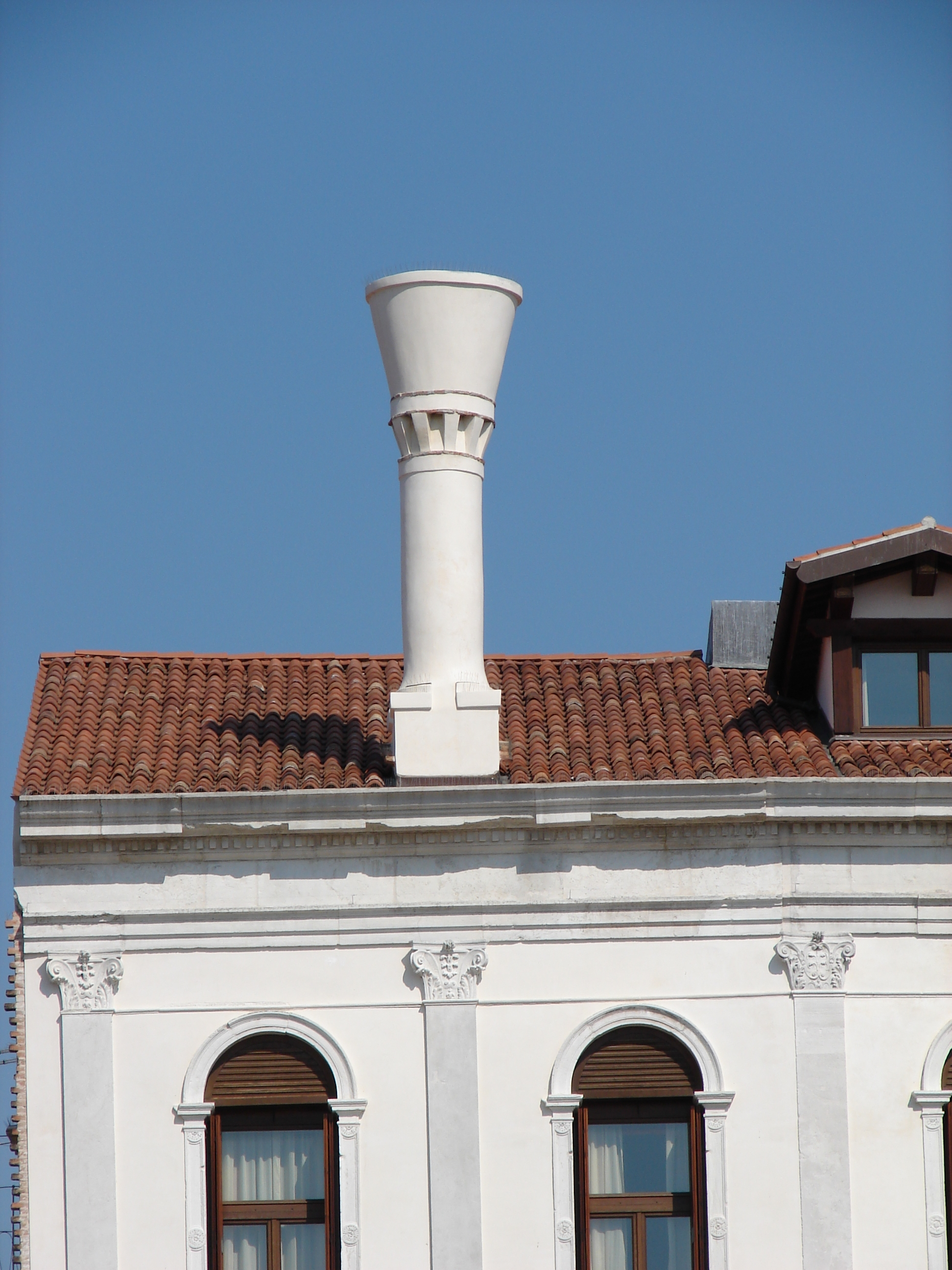
Cheminée vénitienne

Un immeuble à deux étages, qui rappelle les élégants palais vénitiens, s'élève sur la gauche du panneau. On peut remarquer une petite statue logée dans une alcôve située au-dessus de la porte, des fenêtres grillées, des pots de fleurs qui ornent les balcons (notamment un pot de lys au premier étage, et, au dernier étage, un arbuste taillé en boule devant un pot bleu planté d'œillets). Le sommet découpé en créneaux comporte également deux cheminées typiques de la ville, en tronc de cône renversé.
Une galerie à gauche mène de ce bâtiment au portique qui vient barrer le panneau sur toute sa largeur, et sur lequel se dressent, à gauche et à droite du panneau, coupées par celui-ci, deux tours d'habitations crénelées reliées par le passage surélevé. Au sommet de la tour de gauche se trouve une structure de bois, peut-être une de ces terrasses typiquement vénitiennes. Une fissure part de ces créneaux et lézarde le mur — seule injure du temps qui passe dans ce décor immobile —, alors qu'un oiseau repose sur une gouttière en forme de demi-cylindre creux.
Derrière les arcades se situe une autre place, ou le prolongement de la première, qui comporte en son milieu une colonne à moitié cachée par la jambe gauche de Sébastien, mais que dénonce l'ombre projetée qui s'étend vers la droite.
Cette place s'arrête, à l'arrière-plan, sur une étendue d'eau que l'écrasement de la perspective rend à peine visible. Au milieu de celle-ci s'élève, en partie caché par le tronc et les jambes du saint, un palais, que jouxte un jardin d'arbustes taillés sur la droite.
En dépit de l'apparente régularité de la composition, les différents éléments — décor architectural, étagement des personnages dans la profondeur, répartition des flèches sur le corps du saint, etc. —, présentent des effets systématiques d'asymétrie qui produisent un effet d'oscillation du regard du spectateur, et qu'accentue la ligne incurvée du côté gauche du corps de Sébastien.

### Les personnages derrière saint Sébastien
L'atmosphère urbaine baigne dans le calme et la sérénité. Les personnages semblent ignorer la scène de supplice qui se joue au premier plan, comme si Sébastien garantissait, par son martyre, la paix et la tranquillité de la ville sous un ciel d'un bleu pur éclatant — dont la couleur s'estompe à mesure que l’œil descend vers la ligne d'horizon — et dans lequel flottent d'inoffensifs nuages floconneux.
Les seize personnages situés derrière saint Sébastien promènent l'œil de plan en plan, alternativement à droite et à gauche de la surface peinte, pour l'entraîner dans la profondeur de l'espace représenté, en créant un réseau d'échos de couleurs, notamment de bleu et de rouge. L'ensemble recrée, de façon idéalisée, un condensé de la société vénitienne de la seconde moitié du XVe siècle, représentatif des différentes classes sociales — soldats, savants, patriciens, etc. — comme des différents âges — de la petite enfance à la vieillesse.
Une tête de femme sort par une fenêtre à gauche, derrière un voile, et regarde dans notre direction.

#### Entre Sébastien et le portique

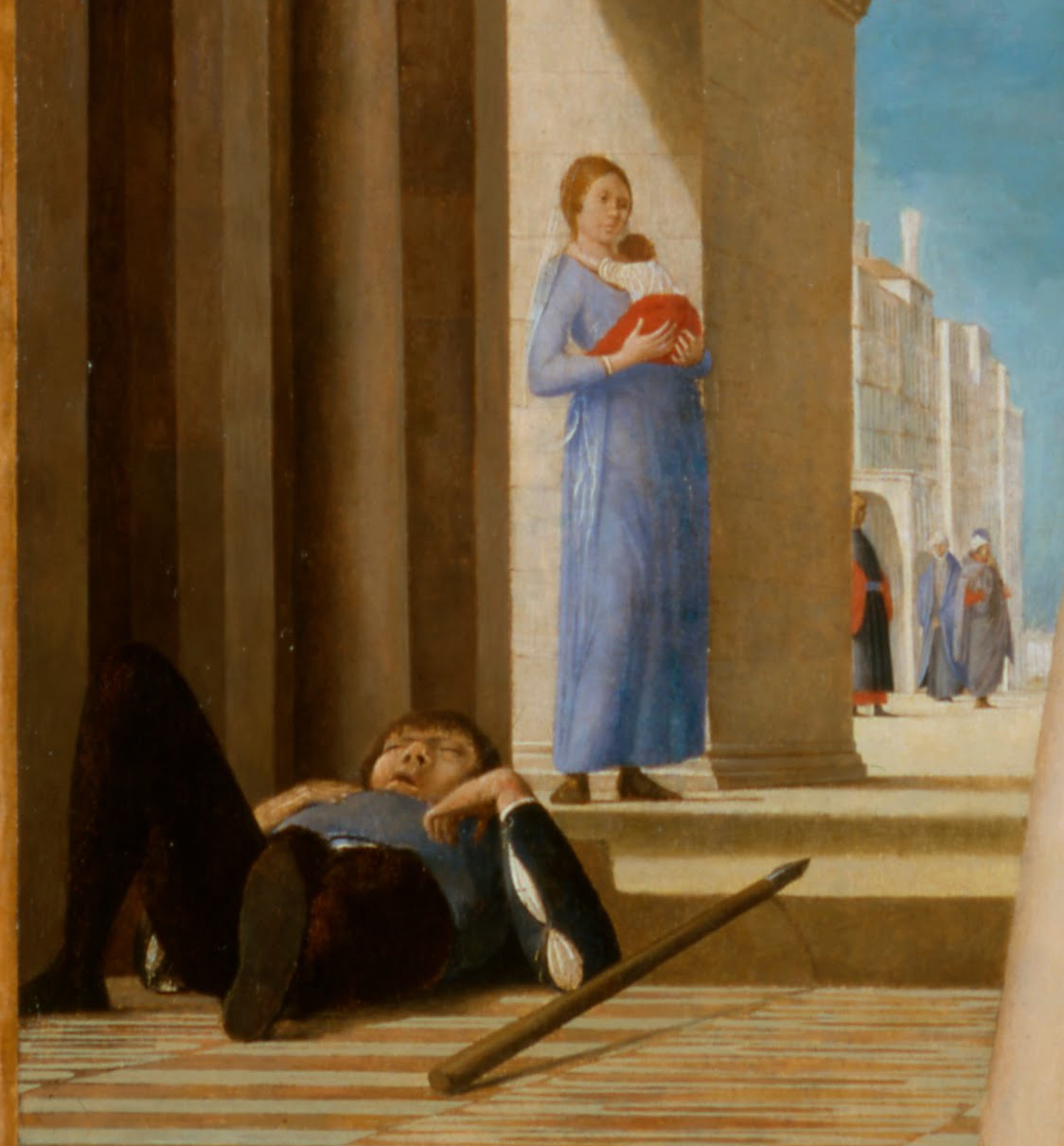
Détail des personnages à gauche

Entre Sébastien et le portique se trouvent, au sol, cinq personnages répartis en trois groupes. Un soldat à gauche est étendu par terre, en train de sommeiller, son casque et sa lance abandonnés à ses côtés. Il est représenté une jambe pliée, l'autre reposant au sol, dans un raccourci audacieux.
À droite, deux soldats, l'épée au côté, conversent. L'un, de dos, porte une cotte de mailles qui scintille au soleil, et est armé d'une lance à double pique ainsi que d'une dague passée dans sa ceinture, dans son dos. L'autre, de face, tend le doigt vers le soldat endormi, peut-être pour condamner son attitude. Leurs habits jouent sur des effets d'échos et de variations, de couleurs (rouge, noir et bleu) et de formes (par exemple pour leurs couvre-chefs).
À gauche, sous la galerie qui mène du palais au portique, une hanche appuyée sur le pilier gauche de ce dernier, se trouve une femme en robe bleue tenant dans ses bras un bébé en culotte rouge et haut blanc s'agrippant à son cou.

#### Les quatre jeunes gens sur le portique

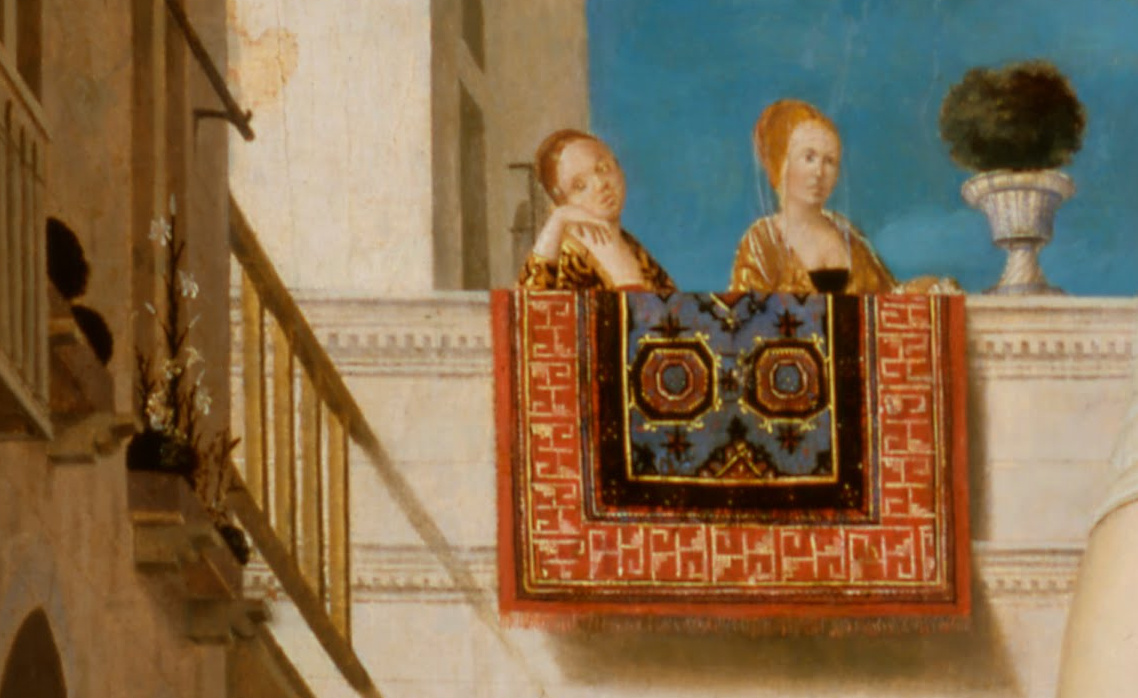
Détail des jeunes gens sur le portique, à gauche

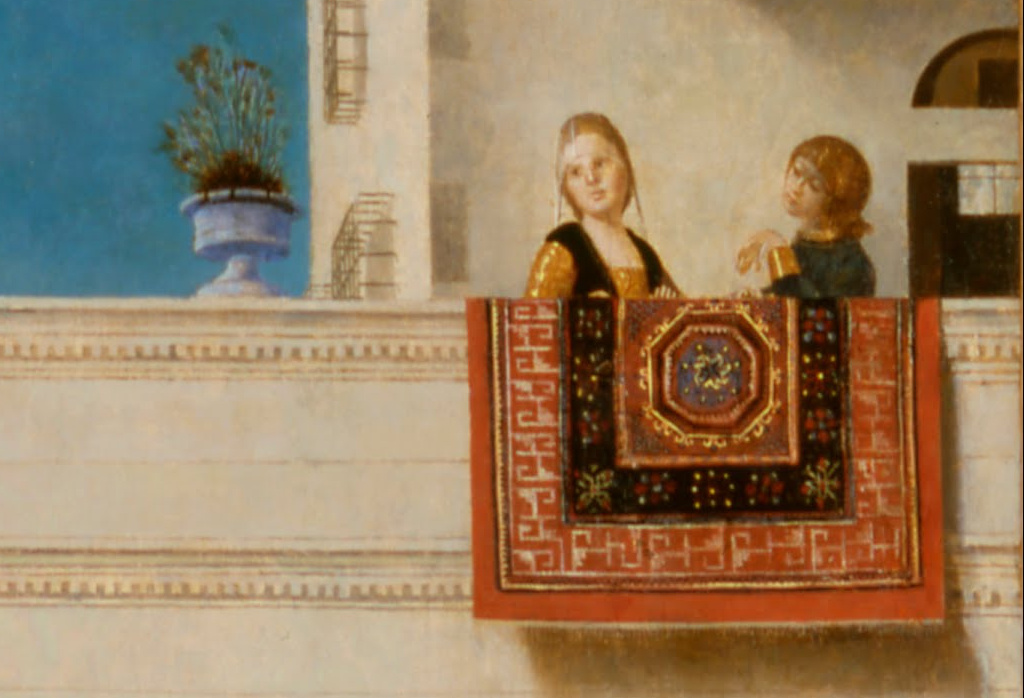
Détail des jeunes gens sur le portique, à droite

Sur le passage ouvert situé sur le portique (matérialisé par une bande ornée d'une double frise qui passe exactement derrière le bas-ventre de Sébastien) se trouvent, à droite et à gauche du corps du martyr, deux groupes de deux jeunes gens coupés au niveau de la poitrine.
Ils forment une symétrie approximative que soulignent les deux riches tapis d'Orient aux motifs géométriques et à la bordure rouge qui pendent au-dessus du parapet, et les deux arbustes plantés dans des pots en majolique. Tout à gauche, une jeune fille adopte une pose rêveuse, la joue négligemment appuyée sur le revers de sa main droite, les yeux en coin, dans le vague, comme dans un contrepoint amoureux à l'attitude sacrificielle de Sébastien. À droite, sous une pergola, une jeune femme et un tout jeune adolescent évoquent les premiers émois de l'amour et de la séduction, alors que leurs regards s'évitent pudiquement.

#### Derrière le portique

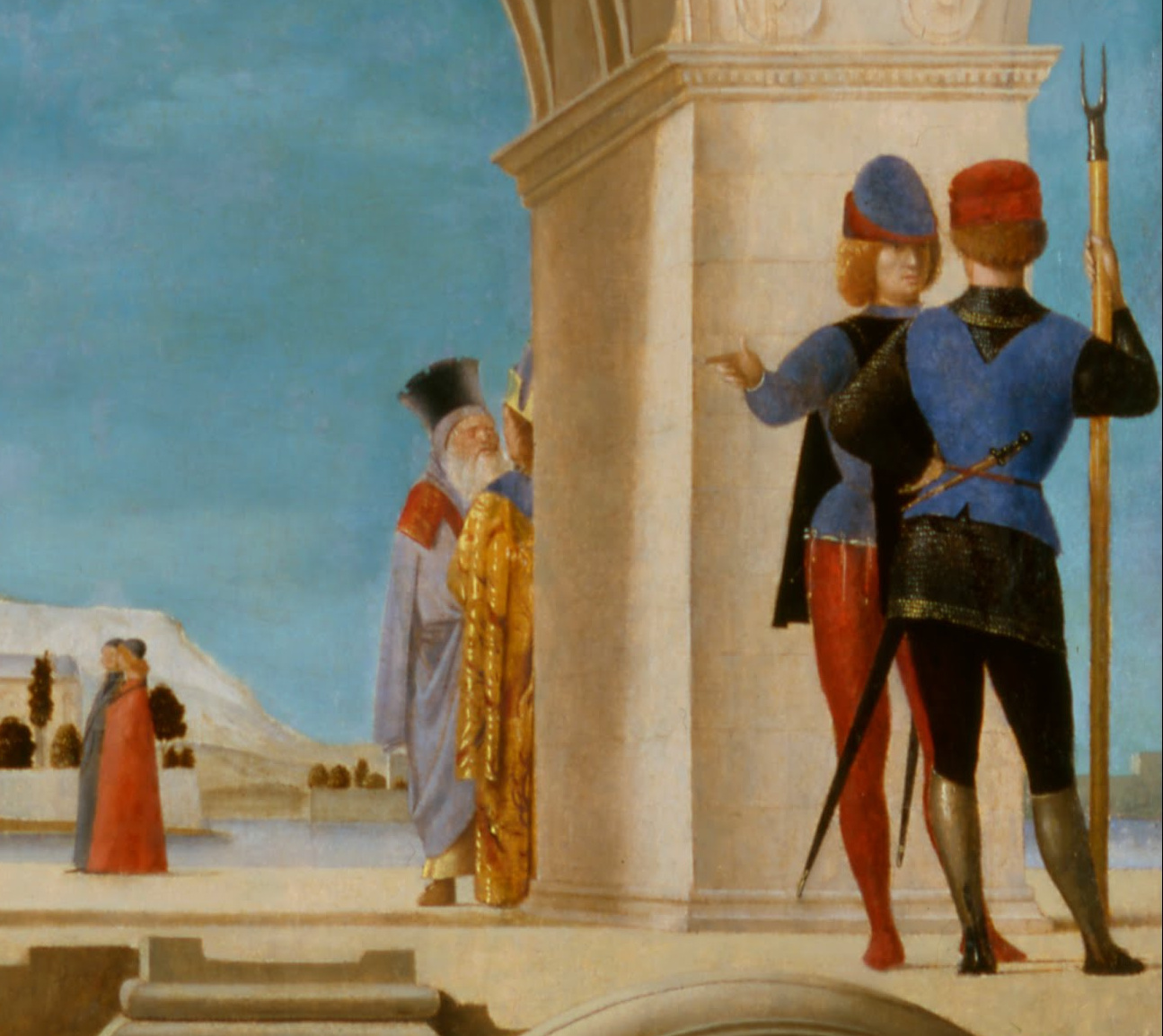
Détail des soldats et des Grecs

Derrière le pilier de droite du portique conversent deux hommes, l'un de face, en toge unie bleue, d'âge mûr, comme le révèle sa barbe blanche, l'autre de dos, en toge ocre de damas, à demi caché par le pilier. Ils portent tous deux des coiffes qui les désignent comme des savants, vraisemblablement des Grecs, qui ont rallié la république de Venise après la chute de Constantinople en 1453. Le haut chapeau noir en cône tronqué inversé à crénelures du vénérable vieillard à barbe blanche n'est par ailleurs pas sans rappeler, presque comiquement, la forme des cheminées vénitiennes.
Derrière eux, représentés selon leur profil gauche, se promènent deux patriciens ou procurateurs en chapeau bleu et toge, l'une rouge, l'autre bleue.
Dans l'ouverture de l'arcade de gauche, on distingue également, d'abord un personnage en manteau bleu passé sur une robe rouge, puis, derrière celui-ci, deux hommes en costume oriental bleu, qui s'avancent de face.

## Interprétation

### Un rempart contre la peste

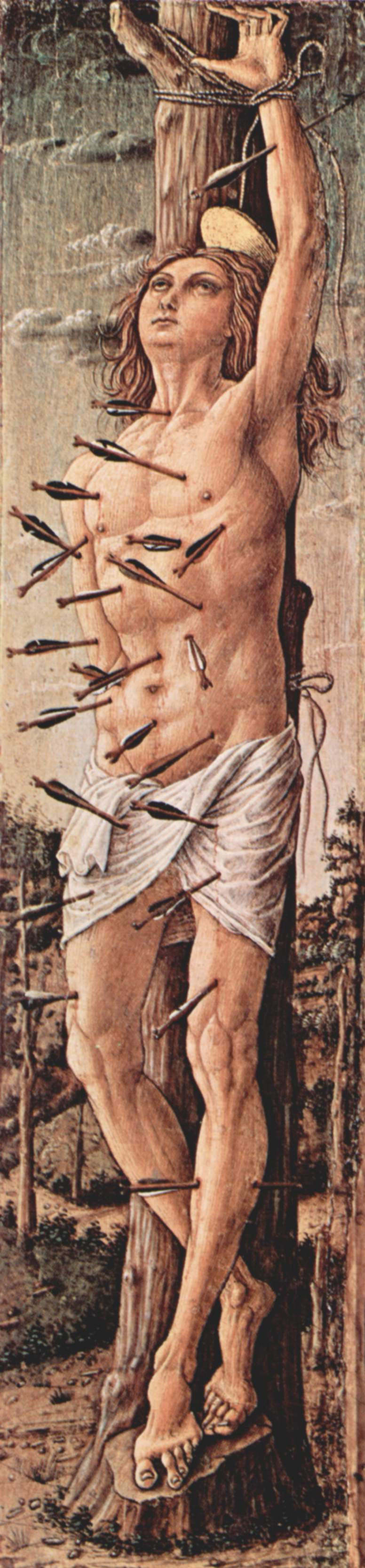
Exemple de « saint Sébastien hérisson », Carlo Crivelli, tempera sur bois, v. 1490,, Milan, Museo Poldi Pezzoli

Le triptyque de San Giuliano dont le Saint Sébastien constituait vraisemblablement le panneau de gauche, fut commandité par la Scuola San Rocco, fondée afin de prémunir la ville de Venise contre la peste noire. À ce titre, le saint patron sous la protection duquel la Scuola avait décidé de se placer, et dont la représentation occupait le panneau central du triptyque, est révélateur. Car saint Roch, dont le culte était relativement récent dans l'Italie de la seconde moitié du XVe siècle, pouvait incarner un nouvel espoir dévot contre ce fléau qui fut une des plus grandes sources de terreur au Moyen Âge. Mais il restait, trois protections valant mieux qu'une, accompagné de deux figures plus traditionnelles de la lutte contre la peste, saint Sébastien à gauche, donc, et saint Christophe à droite.
Pour ceux-ci, l'idée qu'ils constituaient un rempart contre la maladie épidémique provient d'une interprétation métaphorique de leur martyre par saggitation. Car si saint Sébastien avait survécu aux flèches des archers de l'empereur Dioclétien, saint Christophe quant à lui avait arrêté dans l'air les flèches tirées par les quatre cents soldats du roi Dagnus, et en avait retourné une pour la ficher dans l’œil de celui qui l'avait condamné à mort. Ayant survécu, ou détourné les flèches, ces deux saints pouvaient donc également protéger les fidèles des « flèches des maladies », comme le mentionne explicitement Jacques de Voragine pour chacun d'eux.
Cette lecture métaphorique de la survivance à la saggitation comme image de la protection contre la peste, à l'époque très populaire, justifie donc le choix, par les commanditaires, de Sébastien pour accompagner leur saint patron, Roch. Mais Antonello choisit d'en expliciter le sens en faisant coexister, sur le même corps, la métaphore et son comparé, les blessures de l'épidémie — par la présence des bubons cautérisés sur l'avant-bras droit et le bras gauche de Sébastien —, et les blessures des flèches de la légende.
De plus, Antonello propose un dispositif original en effaçant la présence des archers, et même d'éléments (arcs ou carquois) rappelant leur présence, en même temps qu'il se détourne de l'image du « saint Sébastien hérisson » criblé de flèches, selon la formule de Jacques de Voragine. Car il choisit de ficher les flèches dans le corps de Sébastien comme si elles avaient été tirées de l'espace du spectateur, perpendiculairement au plan du panneau. Ceci a pour effet de placer le spectateur dans l'axe du tireur, mais aussi de rendre visuellement l'effet de bouclier que produit le corps du saint, puisque aucune flèche ne vient dépasser du corps, écran absolu protégeant l'espace situé derrière lui. Ainsi, les Vénitiens, indifférents au martyre, continuent de mener leur vie paisible et insouciante, à hauteur d'humanité : paresse, amour maternel, séduction et mélancolie, discussions savantes, promenades, etc.
Autres choix à mettre au crédit d'Antonello, et renforçant la dimension dévote de l'œuvre, ceux d'un cadrage très serré et d'un point de fuite situé étonnamment bas. La très grande proximité du corps du saint avec le spectateur, qui n'est éloigné de celui-ci que par une distance matérialisée par les trois premiers carreaux du pavement au sol, procure une impression de monumentalité, le saint couvrant de son corps la quasi-totalité de la surface peinte, et partant, de la ville, qui apparaît de plus d'une hauteur équivalente à celle du martyr. Le point de fuite situé, non pas au centre des diagonales du panneau, mais au niveau de la moitié du tibia droit de Sébastien, renforce cette impression de monumentalité, obligeant en quelque sorte l'œil du spectateur à se placer dans la position du dévot, à genoux, pour implorer la protection d'un saint qu'il ne doit regarder qu'avec piété et humilité, du bas vers le haut.

### Un martyre chrétien

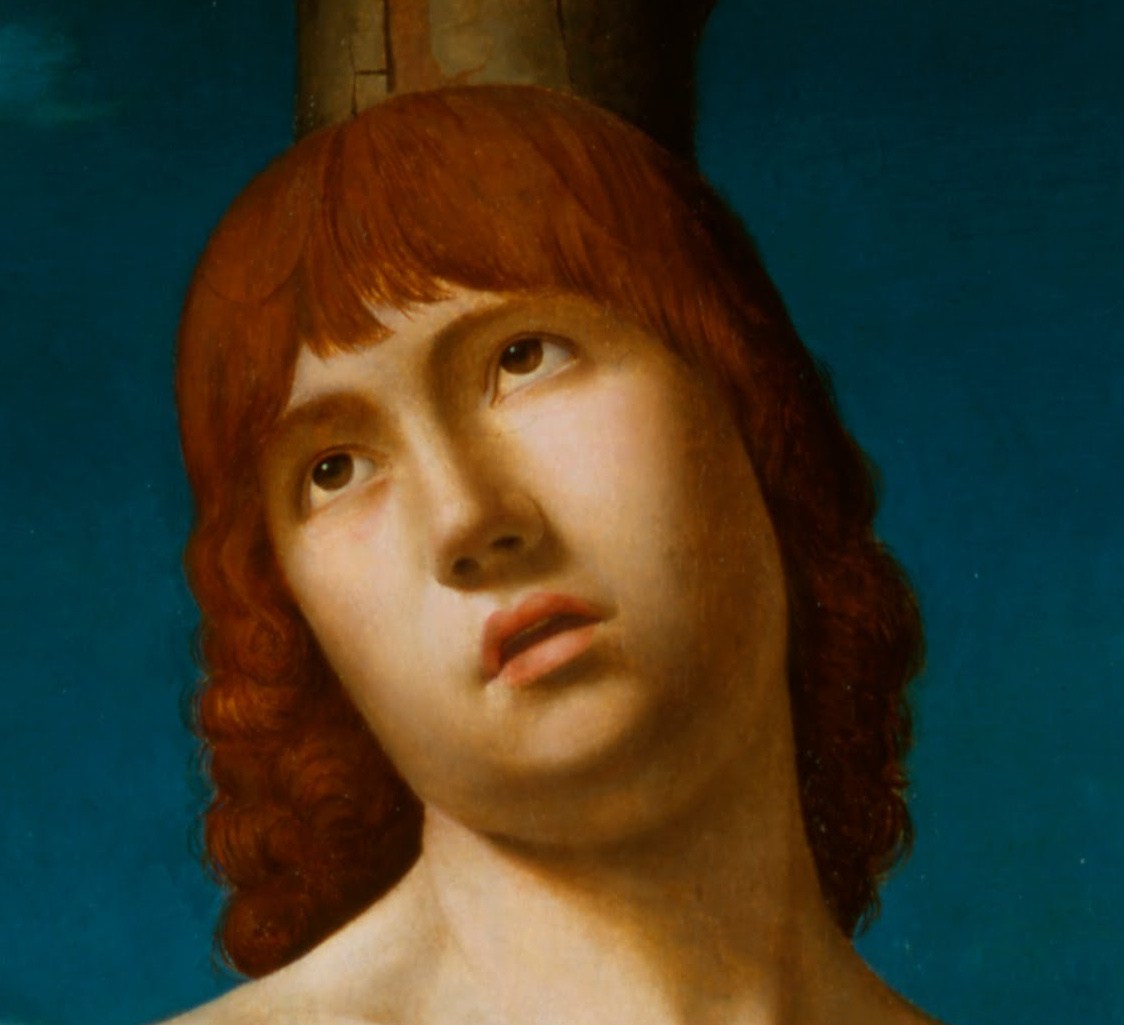
Détail du visage implorant de Sébastien

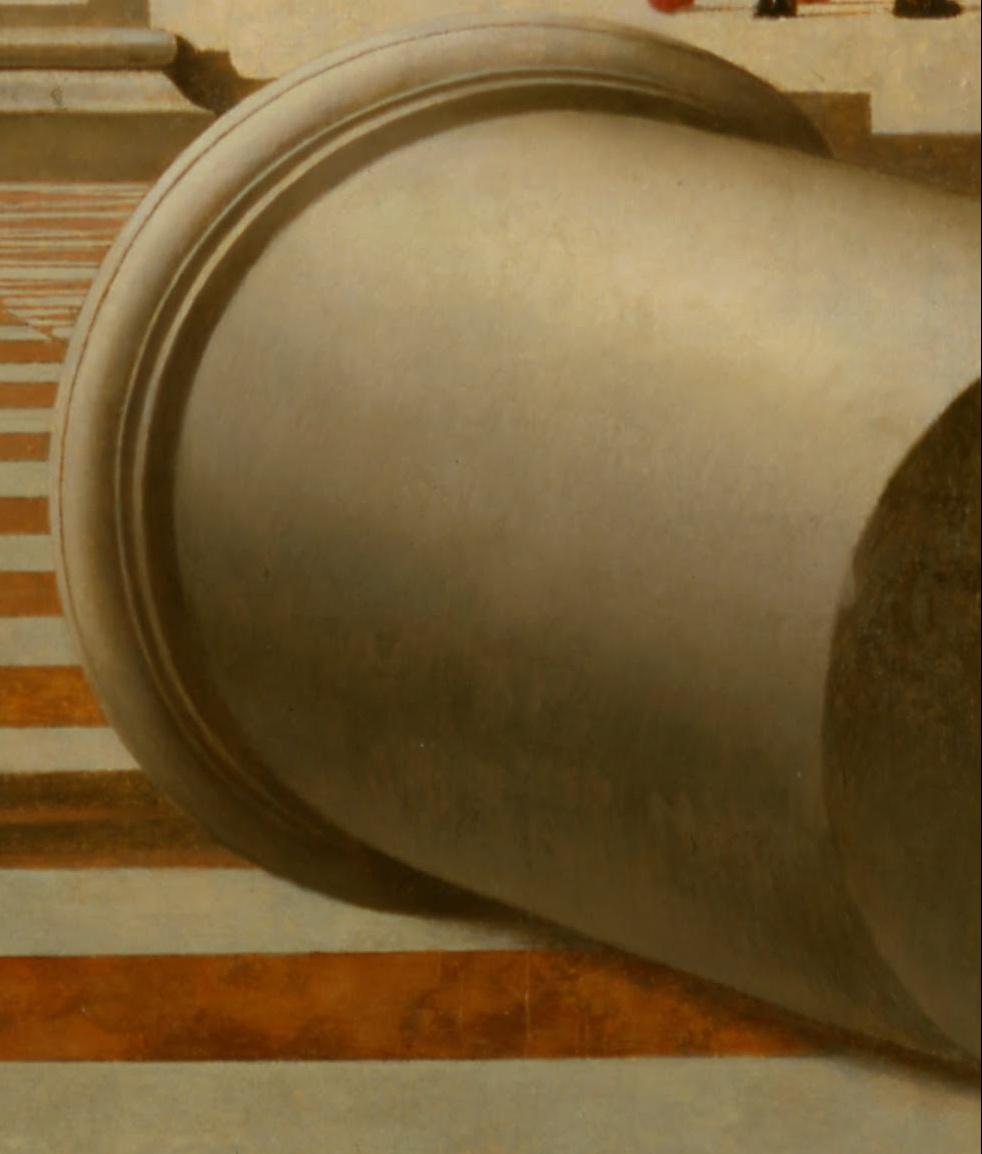
La colonne dans l'angle inférieur droit

Si la protection contre la peste est la raison la plus immédiate justifiant le choix de Sébastien, Antonello n'occulte cependant pas la dimension plus largement chrétienne du martyre du saint survivant aux flèches païennes. Ainsi, la division frontale de l'espace figure l'opposition entre monde chrétien et monde païen. L'espace situé en avant du panneau, en dehors de l'espace de la représentation, évoque le monde païen, avec la colonne antique tombée à terre du premier plan, mais aussi l'arbre mort qui sort étrangement du pavement. Sébastien constituerait un écran garantissant à la ville un épanouissement tranquille et serein, sous la protection de Dieu. Et son regard vers le haut — vers l'angle supérieur gauche du panneau — incite le spectateur à confondre la divinité qui règne au-dessus des hommes, dans ce ciel d'un bleu aussi profond qu'éclatant, et la source de lumière qui éclaire la ville.

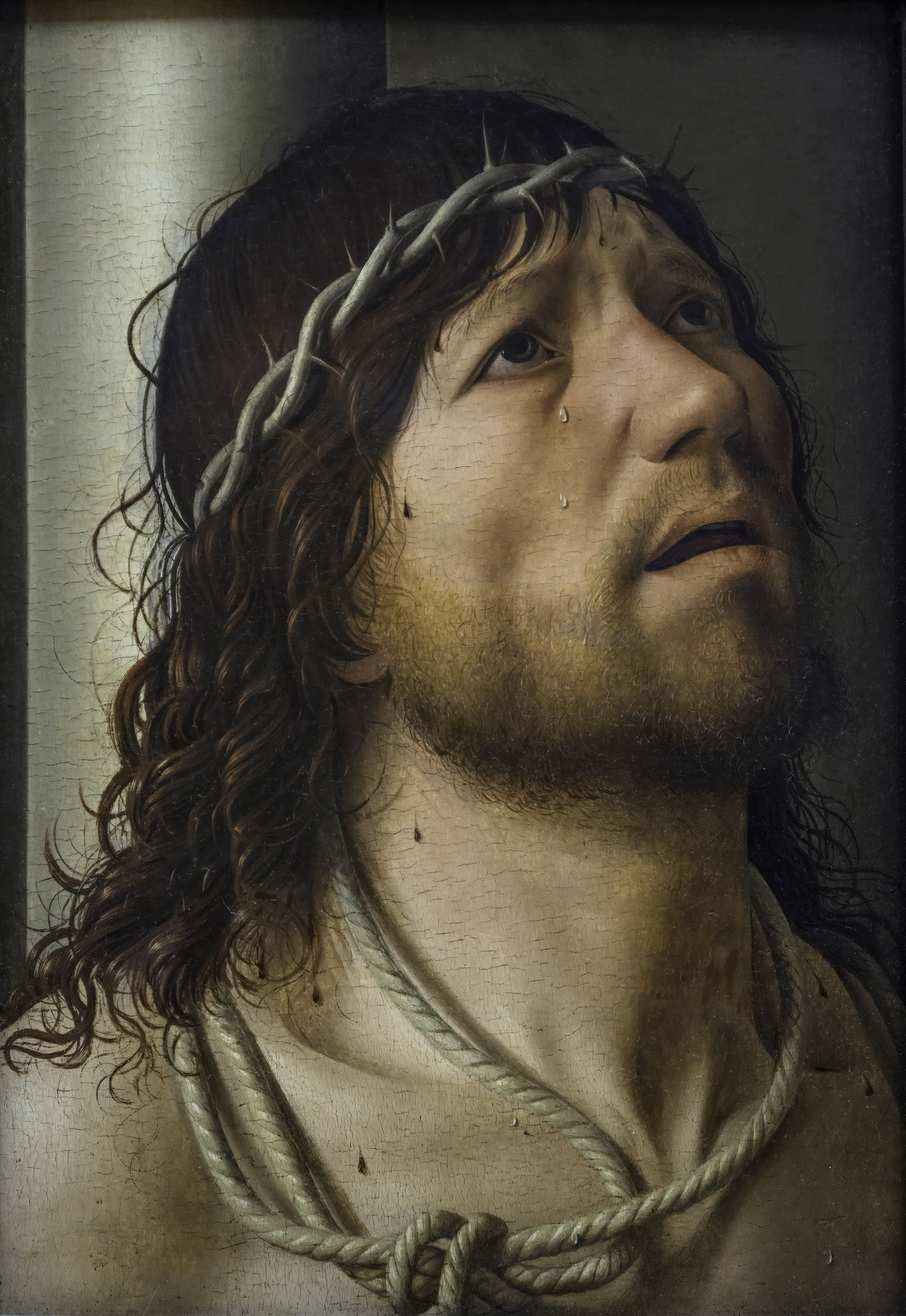
Le Christ à la colonne, vers 1478, huile sur bois,, Musée du Louvre

L'attitude de Sébastien n'est d'ailleurs pas sans rappeler celle du Christ à la colonne conservé au musée du Louvre. On retrouve le même motif de la corde, les mêmes discrètes coulures de sang sur la peau, la même bouche entrouverte, le même regard vers le ciel. Les cinq flèches perçant le corps de Sébastien évoquent en outre traditionnellement les cinq plaies du Christ, et les cinq lettres d'« amore », l'amour divin. Cependant, d'une représentation à l'autre, l'attitude du Christ est bien plus pathétique et implorante que celle, sereine et confiante, de Sébastien. Et à la vigueur des traits saillants du Christ, nettement soulignés — ce qui évoque à la fois sa souffrance et sa vertu —, s'oppose la douceur, presque la mollesse de ceux d'un Sébastien à peine sorti de l'adolescence, et qui semble accepter son martyre avec une confiance et un stoïcisme inébranlables.
Car avec le Saint Sébastien d'Antonello, c'est aussi une image de la pureté et de la virginité qui transparaît, et qui s'offre comme un rempart contre le paganisme. Le physique immaculé du saint, que blesse à peine des flèches que leur représentation en raccourci rend de surcroît beaucoup moins visibles que si elles avaient été parallèles au plan, serait une objectivation, une traduction visuelle de sa pureté morale, protection absolue contre la souillure du péché — à l'exemple de la Vierge. Il faut en effet rappeler que le choix de représenter Sébastien en éphèbe est une innovation d'Antonello, qui s'oppose de façon radicale à celui, légèrement antérieur, d'Andrea Mantegna (Saint Sébastien, vers 1456–1459, tempera sur panneau, 68 × 30 cm, Vienne, Kunsthistorisches Museum), qui montre un corps d'athlète musculeux pour figurer la résistance et virtus, la vertu mâle et virile du saint.

### Le pouvoir de séduction de saint Sébastien

#### Un renouvellement christianisé de la figure d'Apollon

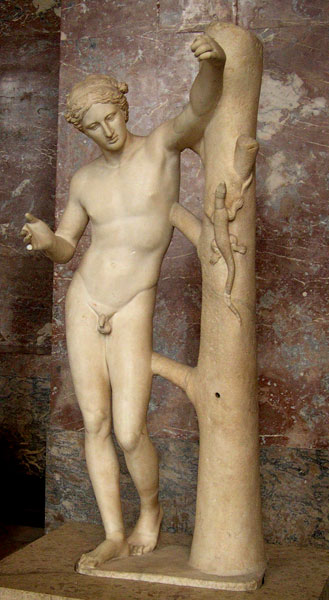
Copie d'après Praxitèle, Apollon sauroctone, Musée du Louvre

La grande fortune des représentations de Sébastien à partir du XVe siècle tient également au fait qu'elles donnaient l'occasion aux peintres de s'exercer au nu masculin, en raison de la nature de son martyre par saggitation, alors que seul le Christ en croix pouvait jusqu'alors prétendre à un tel traitement.
Sébastien renouvelle alors, en la christianisant, la figure d'Apollon, considérée sous l'Antiquité non seulement comme l'archétype de beauté masculine, mais aussi comme le protecteur des épidémies — en même temps qu'il en était le propagateur, en tant qu'exécuteur de la vengeance des Dieux. L'influence de la statuaire grecque sur les artistes de la Renaissance semble ainsi indéniable, que ce soit pour les corps d'athlètes de Mantegna que pour le corps d'éphèbe d'Antonello. Car derrière le Saint Sébastien d'Antonello se lit la volonté de montrer la perfection d'un corps dans toute la force de sa séduction — selon une leçon que suivra, en l'accentuant, Le Pérugin par exemple.
Ainsi, le Saint Sébastien d'Antonello peut constituer le sommet de la « conception vénusienne » (venustas) de sa peinture, selon le mot de son épitaphe que cite Giorgio Vasari, mais aussi l'incarnation d'une perfection physique aux connotations équivoques, évidentes pour un regard actuel, mais peut-être également pour un regard plus ancien — Giovanni Paolo Lomazzo dénonçant dans son Trattato dell'arte de la pittura di Gio de 1584 le charme lascif du Sébastien de Fra Bartolomeo, qui incitait les jeunes femmes à aller se confesser plus souvent que de raison, et corrompait leur esprit en y infusant des pensées troubles et impures.

#### Le nombril-œil de Daniel Arasse
L'historien d'Art Daniel Arasse pousse plus loin cette analyse de la séduction du corps de Sébastien, et de la conception « vénusienne » de la peinture d'Antonello en remarquant — ou croyant remarquer — dès 1983, dans le nombril du saint, la forme surprenante d'un œil, qu'il présente comme un de ces détails où le « voir » confronte le « savoir » à ses limites, dans la mesure où aucune référence iconographique ne fournit d'interprétation définitive.

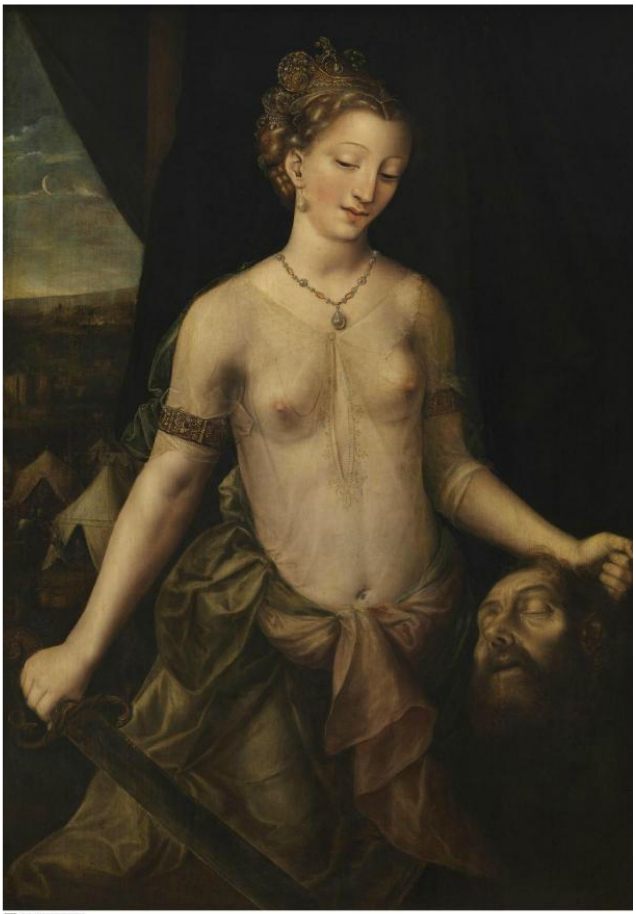
Jan Matsys, Judith, 1re moitié du XVIe siècle. Anvers, Musée Royal des Beaux Arts.

Il observe tout d'abord, comme une entorse spectaculaire aux règles d'harmonie des proportions humaines, que la place du nombril est visiblement décalée par rapport à la ligne médiane du torse de Sébastien. Puis il note, de l'autre côté de l'axe de symétrie que figure le sillon médian parcourant le haut du corps, la présence d'une flèche, qu'il met en relation avec le nombril-œil. Il échafaude alors, de façon aussi prudente qu'argumentée, la théorie d'une représentation d'un innamoramento, un coup de foudre amoureux entre le spectateur et l'œuvre, traduisant l'idée qu'Antonello se fait de la peinture. Car, selon un lieu commun de la poésie pétrarquiste, le coup de foudre est figuré par une flèche, celle de Cupidon, qui part de l'œil de l'homme pour atteindre celui de la femme, qui en décoche une nouvelle en retour. Ainsi, à la flèche de l'archer tirée depuis l'espace du spectateur, et s'enfonçant perpendiculairement au plan du tableau dans le ventre de Sébastien répondait cette flèche amoureuse tirée du nombril-œil, et qui vient frapper le spectateur-dévot, en toute discrétion cependant. Car Daniel Arasse rappelle que la présence de cet œil n'est rendue visible que par les conditions actuelles d'observation des œuvres, dans un musée qui autorise une vision rapprochée, au contraire de ce que le dévot pouvait réellement percevoir quand le tableau était accroché à distance, dans l'église San Giuliano de Venise.
Si la présence incontestable et évidente du nombril-œil a pu être mise en doute lors de la restauration du tableau en 2004, il n'en reste pas moins que son interprétation renvoie à une théorie de la peinture comme séduction vénusienne mutuelle entre le spectateur et l'œuvre visée, que Daniel Arasse développe largement, et qui est corroborée par une série d'autres yeux-nombrils que le critique d'art relève minutieusement dans des tableaux, non seulement italiens, et non seulement de Sébastien, mais aussi flamands, et sur des sujets différents (telle une Judith de Jan Matsys peinte au début du XVIe siècle).

## Citations et influences
Si les innovations qu'apporte Antonello par rapport à ses œuvres précédentes, et qui font de son Saint Sébastien une véritable synthèse entre sa manière fortement influencée par les Flamands, et celle des Italiens, ont fait supposer, vers 1475, un voyage de Palerme à Venise ponctué de rencontres picturales (notamment avec La Flagellation de Piero della Francesca à Urbino pour le sol dallé soulignant la perspective, avec Le Couronnement de la Vierge de Giovanni Bellini à Pesaro, et sa prédelle de Saint Térence, pour l'environnement architectural), l'influence la plus généralement reconnue est celle d'Andrea Mantegna.

### Antonello et Mantegna

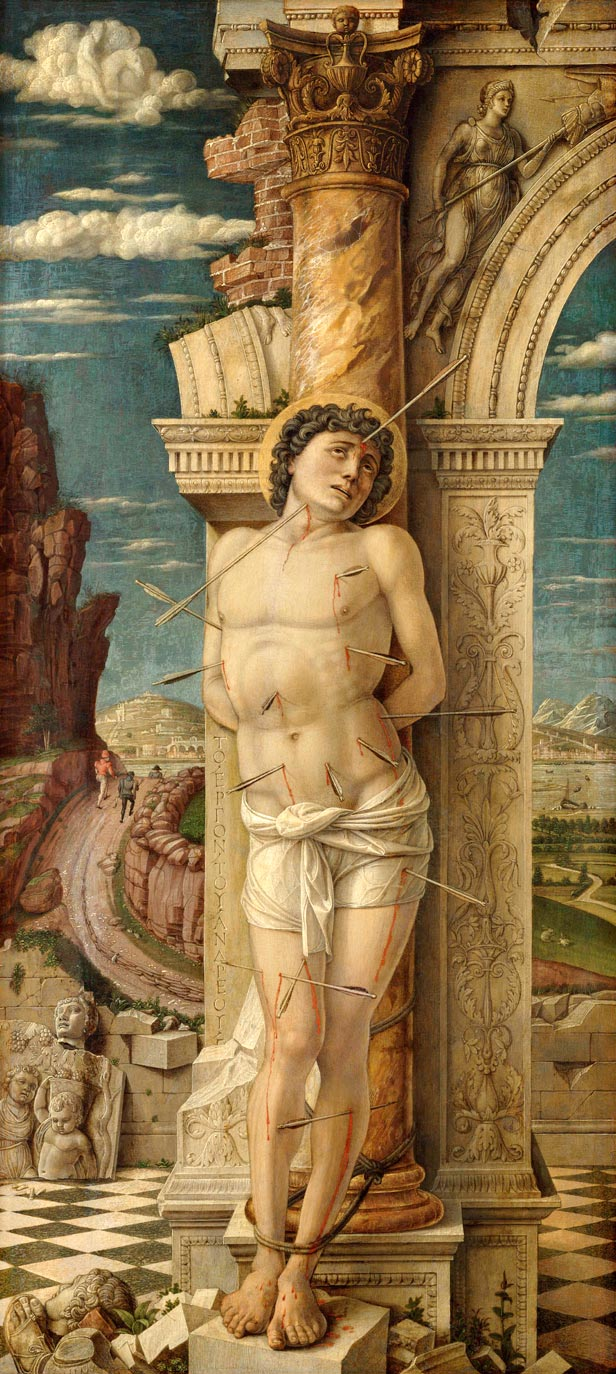
Andrea Mantegna, Saint Sébastien, vers 1456-1459, tempera sur panneau,, Vienne, Kunsthistorisches Museum

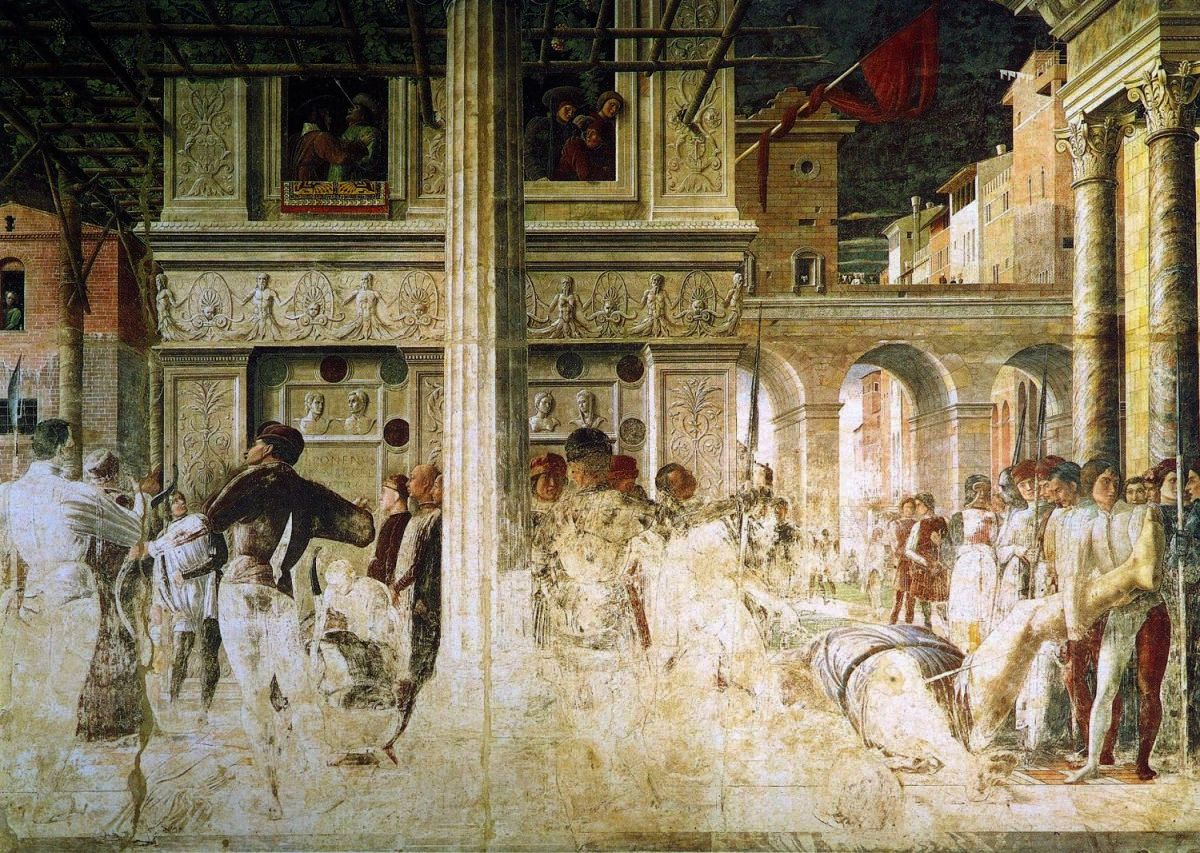
Andrea Mantegna, Transport du corps de Saint Christophe, vers 1454-1457, fresque, Padoue, église des Ermitani

Tout d'abord, les choix d'Antonello semblent s'inscrire dans la lignée, et se démarquer à la fois du Saint Sébastien actuellement conservé au Kunsthistorisches Museum de Vienne, que Mantegna peignit avant 1460 à Padoue, voisine de Venise, avec par exemple la reprise de l'idée des ruines antiques aux pieds du saint martyr pour évoquer la chute du monde païen, réduites à un unique fût de colonne.
Mais les citations les plus explicites, et les plus généralement reconnues, sont celles de la fresque du Martyre de Saint Christophe peinte par Mantegna vers 1452 pour la chapelle Ovetari de l'église des Ermitani, à Padoue également. On peut se rappeler à ce propos que la commande d'Antonello comportait elle aussi un Saint Christophe, et remarquer que la fresque de Mantegna représente, dans la fenêtre supérieure gauche du premier palais (à gauche du pilier), le roi Dagnus frappé d'une flèche dans l'œil. Le soldat allongé à gauche du panneau, représenté en raccourci, les jambes vers l'avant, semble alors directement repris de la pose de saint Christophe décapité dans la fresque de Padoue. De plus, certains éléments architecturaux se retrouvent d'une œuvre à l'autre : les pergolas ou les cheminées vénitiennes, certes, mais surtout le portique aux trois arcades, et la colonne antique, qui passe du premier plan dans la fresque de Mantegna à l'arrière plan, cachée par la jambe droite de Sébastien dans le panneau d'Antonello.

### Suiveurs d'Antonello

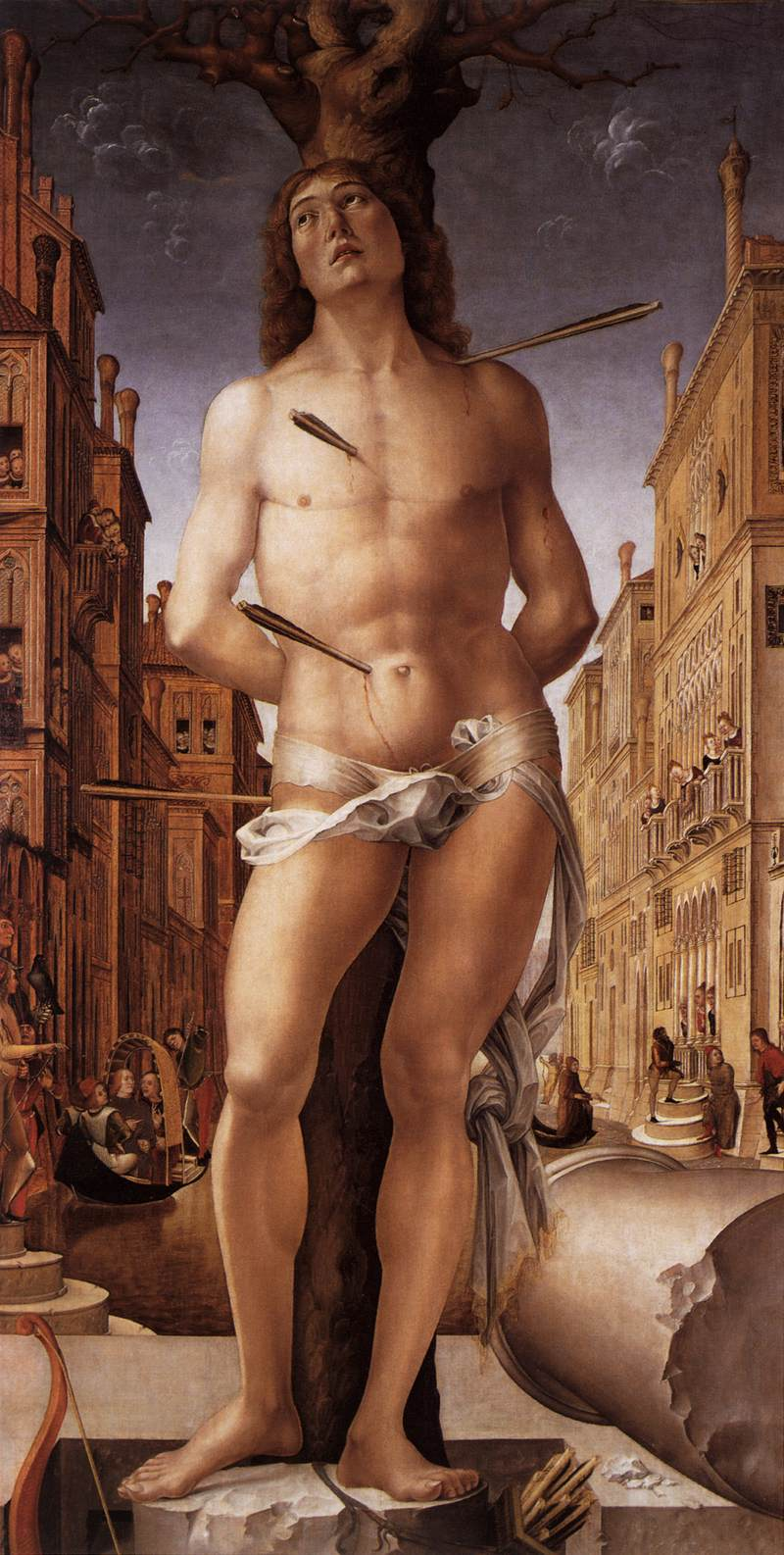
Liberale da Verona, Saint Sébastien, vers 1490, huile sur panneau,, Milan, Picaothèque de Bréra

À son tour, la représentation d'Antonello a pu servir de matrice pour des Saint Sébastien ultérieurs. C'est sûrement pour Liberale da Verona, qui séjourna à Venise en avril 1487, que l'influence fait le moins de doute, tant son Saint Sébastien réalisé pour l'église San Domenico à Ancône, et actuellement exposé à la Pinacothèque de Brera à Milan, entretient une filiation évidente avec celui d'Antonello.